# Haiyore! Nyaruko-san
Haiyore! Nyaruko-san (яп. 這いよれ! ニャル子さん Хайёрэ! Няруко-сан) — ранобэ Манты Айсоры, выходящее с 2009 года. В том же году оно было экранизировано в виде флеш-анимации. В 2010 году была анонсирована вторая аниме-адаптация. Наконец, в 2012 году вышла третья аниме-адаптация. Актерский состав предыдущих экранизаций был сохранен. Помимо аниме-адаптации, с 2011 года публикуются и две манга-адаптации ранобэ.

## Сюжет
Согласно сюжету, основное население других планет составляют боги из мифологии Лавкрафта. Среди этих богов индустрия развлечений Земли считается лучшей во вселенной. Поэтому охрана Земли была выбрана первоочередной задачей организации планетарной защиты. По данным планетарной защиты, давно преследуемая ею преступная организация собирается заняться на Земле контрабандой и работорговлей. В частности, преступники собираются похитить главного персонажа, Махиро Ясаку, для съемок яоя. Ознакомившись с делом Махиро, главная героиня Няруко моментально влюбляется в него и вызывается взять миссию по его охране на себя. С этой целью она поселяется в доме Махиро. Хотя он и понимает, что нуждается в телохранителе, поведение Няруко крайне раздражает его, и он постоянно тыкает в неё вилкой.

## Персонажи

### Земляне
Махиро Ясака (яп. 八坂 真尋 Ясака Махиро) — главный герой. Школьник, невольно попавший под защиту Няруко. Если кто-то из пришельцев начинает выводить его из себя, пытается ударить его вилкой, причём так быстро, что никому не удавалось увернуться. Поначалу он не доверяет чужакам в своём доме, но постепенно учится их терпеть. Ему нравится Няруко (в человеческой форме), однако считает, что из их отношений ничего хорошего не выйдет.
Сэйю: Эри Китамура
Юрико Ясака (яп. 八坂 頼子 Ясака Юрико) — мать Махиро, охотник на чужих, начавшая свою карьеру в колледже. Выглядит молодо, потому трудно предположить, что у неё есть сын-школьник. Она скрывала свою работу (в пол-смены) до тех пор, пока не обнаружила инопланетян прямо у себя дома. Она терпимо относится к ним, позволяя Няруко, Кууко и Хасте жить в доме. Она настаивает на том, чтобы Няруко несколько притормозила развитие отношений с Махиро, но после своего спасения уже не так сильно. Использует вилки как оружие, однако искуснее и в большем количестве, чем Махиро. Она одержима видеоиграми, закупается большим количеством приставок. Кроме того, она имеет привычку обнимать Махиро, утверждая, что так она пополняет запас выдуманного ею химического элемента «Сынониума».
Сэйю: Кикуко Иноуэ (Drama CD), Ая Хисакава (аниме)
Такэхико Ёити (яп. 余市 健彦 Ёити Такэхико) — одноклассник и друг Махиро, часто подбадривает его или даёт совет.
Сэйю: Ватару Хатано
Тамао Курэи (яп. 暮井 珠緒 Курэи Тамао) — одноклассница Махиро. Прозвище: «Бродячий Оратор». Болтлива, любит собирать и распространять сплетни. Она стала близким другом Няруко и часто советует, как ей завоевать Махиро, поскольку зачастую её планы проваливаются. Имеет чувства к Махиро, однако решила поддерживать Няруко, поскольку считает, что не идёт ни в какое сравнение с ней.
Сэйю: Юка Оцубо

### Инопланетяне
Няруко (яп. ニャル子 Няруко) — принявшая человеческий вид инопланетянка с планеты Ньярлатотеп. По её словам, влюбилась в Махиро с первого взгляда, потому постоянно пытается его соблазнить. Гиперактивна и очень дружелюбна к Махиро, однако крайне жестока в бою с покушающимися на её подопечного монстрами. Ходит в один класс с Махиро под видом двоюродной сестры (и объявила себя его женой), живёт у него дома. Настоящий возраст неизвестен, она останавливает Махиро если он пытается проявить любопытство, но утверждает, что уже закончила космический колледж. В своём классе была лучшей ученицей, поступила в Планетарную Защиту сразу после экзаменов. Считается в космосе одной из самых маньячных отаку, тратит много денег на своё увлечение. Использует космический CQC (Close Quarter Combat, ближний бой) и соответствующее оружие. Заявляет, что является лучшим бойцом на Земле, сравнивая свой уровень — 530000 — и уровень обычного фермера с охотничьей винтовкой — 5. Но уклоняться от выпадов Махиро вилкой почему-то не может. После того, как преступная организация, разместившаяся в Р’льехе, была побеждена, вернулась в дом Махиро под тем предлогом, что в будущем могут появиться новые враги.
Сэйю: Кана Асуми
Куко (яп. クー子 Ку:ко) — инопланетянка, происходящая с планеты Ктугха. Принимает форму стройной красноволосой девушки. Несмотря на то, что её народ является врагами народа Няруко, Куко влюблена в неё и постоянно пытается её соблазнить. Первоначально Куко присоединилась к преступной организации и ожидала встречи с Няруко в Р’льехе. Позднее, с помощью дяди, работающего в земном отделе космической защиты, присоединилась к Организации Планетарной Защиты и добилась, чтобы её сделали напарницей Няруко. Пришла в школу, в класс Махиро и Няруко, объявила себя женой последней. Куко скрывала от своей семьи чувства к Няруко, поскольку они считаются позорными. Поначалу относилась к Махиро неприязненно, но впоследствии решила быть в одной семье с Няруко и Махиро. Обожает видеоигры и игровые приставки, в частности X-oth (пародийный Xbox). Ходила в один космический детсад и школу с Няруко и Хастой (в OVA-сериале говорится, что в школе её часто били, однако у неё не было друзей, и потому она была рада даже такому общению). Обладает способностью управлять огнём. В бою использует телепатически перемещаемые лазерные пушки (По желанию бойца, под определение космического CQC попадает любое оружие). По силе почти равна Няруко.
Сэйю: Мию Мацуки
Хастур (яп. ハスた Хасута) — инопланетянин с планеты Хастур. Внешне похож на девочку (только внешне). Сын владельца CCE (пародия на SCE), известной в космосе компании видеоигр. Впервые появился на Земле для получения информации от матери Махиро, Юрико, однако не преуспел. Решил остаться на Земле, а затем был завербован в качестве агента космического агентства обороны, коллегой Няруко и Куко. Имеет чувства к Махиро, поступил в один класс с ним. Повелевает воздухом, сражается, создавая воздушные лезвия или заключая врагов в вакуум. Он сильнее Няруко и Куко, поскольку в школе при нём они тут же прекращали свои драки. Хасута внешне очень застенчив и спокоен, потому он единственный инопланетянин, которому не досталось вилкой от Махиро.
Сэйю: Риэ Кугимия
Шантак (яп. シャンタッ君 Сянтаккун) — питомец Няруко. Птица женского пола с крыльями летучей мыши и головой бегемота. Может менять свою форму и размеры, в том числе, размером с дом или кошку. Может также обращаться в разные транспортные средства (в частности, мотоцикл и космический корабль, на котором Няруко прибыла на Землю). Как говорит Няруко, яйца Шантака — очень дорогой продукт, деликатес в космосе, тем не менее Махиро отказывается от еды из этих яиц (как и от большинства инопланетных продуктов).
Сэйю: Томоко Канэда (Drama CD), Сатоми Араи (аниме)
Рухи Дистон (яп. ルーヒー・ジストーン Ру:хи: Дзисуто:н) — является звездой, которая порождает Ктулху. Работала в фирме, производящей видеоигры и приставки, конкуренте CCE. Пыталась привлечь мать Махиро в разработку нового X-oth — конкурента другой игровой платформы, HS3 (пародия PS3). Разработку свернуло руководство компании, и Рухи попыталась продемонстрировать его возможности, дабы переубедить руководство, однако это привело к тому, что Куко пришлось уничтожить прототип. Рухи уволилась из компании и занялась продажей такояки.
Сэйю: Марико Кода
Атко (яп. アト子 Атоко) — появляется только в первом сезоне аниме, упоминается в лайт-новелл. Дизайн персонажа напоминает стиль новелл «Atlach-Nacha». Имеет зуб на Няруко. Её правильность противоречит её извращённости.
Сэйю: Адзуса Катаока
Гутатан (яп. グタタン Гутатан) — появляется только в первом сезоне аниме, пришла на Землю с планеты Гатанозоа. Ещё ребёнок, потому Махиро старается опекать её, подобно няне. У неё был дворецкий Рой Фугер Ллоигор, который подговорил её исполнить желание Махиро — немного покоя. Она исполнила его, заключив в измерение, где нет никого, кроме Махиро. Рой рассчитывал, что тот немедленно бросится за свои любимые видеоигры (Фугер считал, что с Няруко сможет жить только такой же помешанный отаку, как она). Няруко вызволила Махиро и Ллоигор (рассчитывавший за счёт Махиро прибрать к рукам все «взрослые игры» Земли) потерпел поражение. Гутатан забрали родители, однако вскоре она появилась в том же классе, что и Махиро.
Сэйю: Сиори Миками